# 남창역
남창역(Namchang station, 南倉驛)은 울산광역시 울주군 온양읍 남창리에 위치한 동해선의 철도역이다.
역사(驛舍)는 일제 강점기 당시에 소규모 목조 역사로 건축되었으며, 당시 지방 역사의 건축 형식, 구조, 공간 구성 등을 잘 보여주고 있어, 근대문화재로 지정되었다.
2021년 12월 28일에 동해선 광역전철의 일광 ~ 태화강 구간이 개통되었다.

## 연혁
- 1935년 12월 16일 : 보통역으로 영업개시
- 1978년 3월 15일 : 역 구내 확장 및 온산선 착공
- 1979년 4월 16일 : 온산선 개통
- 1993년 4월 10일 : 소화물 취급 중지[2]
- 2000년 9월 18일 : 역사 개·보수
- 2004년 9월 4일 : 남창역 역사 등록문화재 제105호로 지정
- 2007년 11월 1일 : 화물 취급 중지[3]
- 2013년 11월 7일 : 부산진 기점 53.4km로 변경[4]
- 2016년 4월 29일 : 부산진 기점 52.7km로 변경[5]
- 2020년 8월 31일 : 신 역사 사용 개시[6]
- 2021년 8월 26일 : 부산진 기점 52.2km 로 변경[7]
- 2021년 12월 28일 : 동해선 광역전철 개통
- 2022년 11월 5일: 무궁화호 재 정차[8]
- 2024년 12월 20일 : ITX-마음 운헹개시
- 2025년 12월 : KTX-이음 운행 개시 (예정)

## 역 구조
2면 4선식의 쌍섬식 승강장이 설치, 2, 3번 고상홈에 스크린도어가 설치되어 있고 화물 하역 1선과 화물 측선이 2개 존재한다. 통과열차는 안쪽 승강장으로 통과한다.
- 반대편횡단: 불가능

### 승강장
| ↑ 서생          |
| １２ \| ３４ \| |
| 망양 ↓          |

| 1 | ITX-마음 무궁화호 | 신해운대 · 부전 방면                      |
| 2 | ● 동해선 광역전철 | 좌천 · 신해운대 · 부전 방면               |
| 3 | ● 동해선 광역전철 | 망양 · 덕하 · 태화강 방면                 |
| 4 | ITX-마음 무궁화호 | 태화강 · 경주 · 포항 · 동대구 · 강릉 방면 |

## 구 역사

구 역사 (광장쪽)
구 역사 (선로쪽)
과거 역사 구내

## 사고
2018년 9월 27일에 20살 남성이 무궁화호 열차에 치여 병원에 옮겨졌으나 숨지는 사건이 발생하였다.

## 무궁화호 무정차 통과 논란
남창역에서 무궁화호가 정차하지 않는다는 결정이 내려지자, 인근 주민들이 무궁화호 열차가 해당역 무정차 결정에 반발해 관련 기자회견과 집회, 선로 점거 등을 예고하는 등 강력하게 반발하였다. 그 이유는 남창역이 남울산권역 대표 기차역이고, 인근의 간절곶, 외고산 옹기마을, 대운산 등 관광 수요가 상당한 역이기 때문에 일반열차가 반드시 필요하다는 게 인근 주민들의 설명이었다. 2021년 12월 28일 무궁화호가 정차하는 것으로 합의되었으며, 2022년 11월 5일부터 무궁화호 일반열차가 다시 정차하기 시작하였다.

## 역 주변
| 나가는 곳 | 방면 |
| --------- | --- |
| 1         | 온양파출소 온양읍행정복지센터 온양우체국 남창옹기종기시장 온양초등학교 태화2리마을회관 남창고등학교 울주옹기종기도서관 온양119안전센터 |

## 승차량 변동
| 역 노선 | 역 노선 | 일평균 인원수 (명/일) | 일평균 인원수 (명/일) | 일평균 인원수 (명/일) | 주 석  |
| 역 노선 | 역 노선 | 2021년                | 2022년                | 2023년                | 주 석  |
| ------- | ------- | --------------------- | --------------------- | --------------------- | ------ |
| 동해선  | 승차    | 1,163                 | 1,004                 | 1,058                 | [ 13 ] |
| 동해선  | 하차    | 1,159                 | 1,016                 | 1,062                 | [ 13 ] |

## 인접한 역
| 무궁화호                         | 무궁화호                 | 무궁화호                |
| -------------------------------- | ------------------------ | ----------------------- |
| 태화강 포항 · 동대구 · 동해 방면 | 무궁화호 동해선 · 영동선 | 기장 부전 방면          |
| ITX-마음                         |                          |                         |
| 태화강 동대구 · 청량리 방면      | ITX-마음 중앙선 · 동해선 | 기장 태화강 · 부전 방면 |
| 동해선                           |                          |                         |
| K127 서생 부전 방면              | ● 동해선 광역전철        | K129 망양 태화강 방면   |

## 참고 자료
- 2006년 등록문화재 등록조사보고서, 문화재청, 2010년 5월 24일, 302면~305면
- 한국의 간이역, 인물과사상사, 임석재, 2009, 356~367면